# 天主教威海卫宗座监牧区
天主教威海卫宗座监牧区（拉丁語：Apostolica Praefectura Veihaiveiensis）是天主教在中国山东省威海市设立的一个宗座监牧区，位于山东教省境内，辖威海市全境及烟台市牟平区、海阳市；中方建制为“天主教威海教区”，并于2000年并入烟台教区:141。

## 历史

### 初传（1900年—1931年）
光绪二十六年（1900年），法国人罗汉光由烟台东境总堂派抵威海后，在威海城里仓房巷租赁民房开始传教。至光绪二十八年（1902年），在西门外买地19亩，盖房18间。同年，罗汉光回烟台，英人郎炳华被派来威海，在北门外纪念路三角花园西买地35亩，着手修建教堂，即威海市内天主堂。光绪三十二年（1906年），天主教传入牟平，时有传道男6人、女2人。
中華民國成立后，天主教开始传至周边各县。民国元年（1912年），由烟台回乡的纪福义（又名纪老九）与其女儿纪转首次将天主教传入文登县石岭村（现归初村镇）。同年，一名尹姓先生以教私塾为名到荣成县盐滩村（现归泊于镇）传教，后有法国神父朗司丁时来时去，天主教传入荣成。次年，郎炳华从威海来到石岭，买下4间民房做教堂。民国3年（1914年），在牟平建立第一座天主堂（东关堂）。民国10年（1921年），下肖家村（现归崖子镇）刘仁千于烟台加入天主教后返回乳山县传教；民国14年（1925年）在村内设教堂，属方济各会。此时，威海地区为芝罘代牧区的一个总铎区，经费由芝罘代牧区发给。

### 威海卫自治区（1931年—1938年）
民国20年（1931年）6月18日，教廷从芝罘代牧区分出威海卫行政区，及海阳、牟平、文登、荣成4县1特别行政区设威海卫自治区:93，辖市内、盐滩村、文登城、文登北庄、牟平东关、牟平埠西头等堂区。此时，天主教背景报纸《崇实报》宣称自治区内有教友1万5千名。次年1月29日，加拿大人杜安坤来威海主持教务，任自治区首长:95。教会以举办学校和慈善事业吸引群众，发展教徒。同年，在牟平县埠西头村（现归观水镇）建立教堂，该堂区将天主教传入海阳。民国23年（1934年），威海自治区经营有两所教会学校，分别为海星学校、明星女学校（1948年两校合并为鲸园小学）。该年12月10日，从卢森堡方济各会到威海6名修女，筹设专收女孩的育婴堂，直到次年6月15日已收45人。民國24年（1935年），在露石台建宽仁院，开办修院，有中国籍教士12人；同年春、夏，中华公教进行会威海独立教区男子部、青年部、妇女部指导会先后成立。
至民国25年（1936年），自治区内共有大、小圣堂17处，教徒3,115人，领洗者2,123人。同年5月20日，宗座驻华全权代表蔡宁总主教自青岛抵达威海巡查教务，至23日下午离开；9月20日，自治区首长杜安坤参加了南京宗座代牧于斌主教的祝圣典礼。这一时期是威海天主教发展的鼎盛时期；然而，由于威海卫背靠儒学发源地，宗教氛围并不浓厚，且威海卫租界当局官员，如庄士敦和骆仁廷等均不支持大规模传教，导致天主教在威海发展并不兴盛。

### 威海卫宗座监牧区（1938年至今）

#### 曲折发展（1938年—1949年）
民国27年（1938年）2月9日，威海卫自治区升格为威海卫宗座监牧区，由法国方济各会圣巴斯嘉会省管理；监牧初仍由杜安坤担任，6月2日，路道宣任宗座监牧，杜安坤调任烟台:108。
民国29年（1940年），日军入侵荣成，教堂或被炸毁、或被强占，外籍传教士被日军驱逐或逃走，其活动受到限制，逐渐消沉，但仍有一些教友活动。乳山境内，每年春秋两季，英国神父郭士兰、加拿大神父希耀东、法国神父费日德步境一次，把夏村方圆内教徒集中起来举行教务活动。该年，牟平县有天主教徒700人。民国30年（1941年）底，威海县有教友849人；文登县有教友113人，其中男50人、女63人。该年，海阳县因外籍神父搬走，天主教活动慢慢消失；此前共有教友117人，主要分布在山区村庄。
民国36年（1947年）10月，国民党军队进攻威海后，教徒渐少。次年1月底，路道宣等人离威海，余者到荣成盐滩堂避战。1948年，法籍神父希耀东因故被逐出牟平，来到威海。至1949年，威海县内信教者大为减少，到教堂望弥撒的只有60余人。该年，乳山县共有教友102名，分布于28个村庄。1949年3月28日，路道宣辞任宗座代牧。

#### 活动停滞（1949年—1985年）
中华人民共和国成立后，政府收紧宗教政策。1950年1月27日，甘霖被任命为宗座代牧:137。甘霖代牧是法国斯蒂蘭旺代人，1930年晉鐸，1935年到山東，任威海衛市区堂區本堂，1937年又調往鄉間六年，後任方济各會威海衛院長；1948年调任方济各会上海账房副总管，被任命为宗座代牧时仍在上海。当年，教区有教堂9座、会籍司铎6人（一说7人:575）、修女16人（外籍13人、华籍3人:575）、教友4,150人。同年，外籍教士开始离境，乳山县天主教活动逐渐停止；次年，甘霖被囚禁于上海，威海县天主教活动也逐渐停止，尚有可耕地36亩，房屋479间；文登县有教友25名，但活动也已经停止。1951年7月，文登县政府占用牟平天主堂的房屋开办中学，后转交给牟平一中。
此时荣成县尚有教友161名，其中男性119名、女性42名。荣成石岛村20多名教友向县委统战部申请复会，未得准许。1952年，法籍神父费义德被政府指控以医生身份进行“间谍活动”，驱逐出境，盐滩堂查封。牟平县内，法籍神父德维馨因与烟台境内圣母军组织联系，批评土地改革与抗美援朝，被政府认定“进行特务活动”，该年10月被驱逐回国；随后，牟平教会的房产和土地被没收，两位修女婚配，牟平县天主教活动停止。荣成部分教友以不同方式秘密串连，三五人活动，并与威海新教教会通信联络，1954年也被查封，荣成县天主教活动至此停止。当年，甘霖被驱逐出境，到香港医院休养后回到法国。
1957年后，中方官方将威海监牧区称为“威海教区”，归为山东省天主教11个教区之一:559。1957年4月17日，威海籍神父杨学哲由青岛返威任代监牧，并于5月19日在市内天主堂鸣钟开堂。但看热闹的很多，进堂做弥撒的却很少，后自行离去:27。
1959年，甘霖代牧抵达台灣，到台北总教区（1961年3月21日划归新竹教区）桃园县楊梅镇（现桃园市杨梅区）從事堂區工作，期间于1970年2月24日至1976年9月20日:160,164又兼澎湖宗座署理（1991年2月26日划归台南教区）。1986年，甘霖代牧退休，1994年5月20日在桃园病逝。至此，威海卫代牧区进入了教座出缺状态。
中共十一届三中全会后，宗教政策得到落实。1982年，文登县将已拆除的石岭教堂折价600元交由政府代管。1983年6月，海阳县委统战部因盘石店天主堂被拆除，决定由铲除单位偿款200元；1985年1月7日，县政府又因郭城镇北申家天主堂被占用，补偿800元。

#### 缓慢复兴（1985年—今）
20世纪80年代初，威海境内的天主教活动逐渐恢复。1985年，威海市（县级市，现环翠区）筹组天主教爱国会。该年，牟平县境内有教友8人；2000年，有教友4人。1989年10月，乳山县内有教友49人。
2000年，山东省天主教爱国会、天主教教务委员会（“省天主教两会”）将烟台教区和威海教区合并为新的烟台教区:141。同年10月6日，威海市宗教界人士举行座谈会，抗议若望保禄二世将中华殉道圣人封圣的决定；官方称威海有“天主教教区神职人员”参会，说明至晚于2000年，威海已经有了新的神职人员。
2001年1月27日，地级威海市天主教第一次代表会议在环翠区举行，全市13位神长教友参加了会议，威海市天主教爱国会正式成立，教务活动由烟台教务委员会代管。2002年圣诞节，原宽仁院房产移交威海市天主教爱国会，并在此设天主教堂，此前仅能几间平房中开展活动。2004年，威海市有教友98名、慕道友20名:178。

## 现状
目前，威海监牧区宗座监牧处于教座悬缺状态，实际由烟台教区管辖；境内目前仅有1个堂区，即威海天主堂（山东省文物保护单位宽仁院旧址院内，环翠区海滨北路92号），管辖中国籍教友近300人。2005年5月起，韩国教友在威海被批准开展宗教活动，由韩国籍神父主持活动。截止2016年，有韩国教友近200人，也在威海天主堂活动。威海天主堂目前平日弥撒时间为早7时，主日弥撒时间为8时30分。
根据查询威海市公开数据开放网显示，截止2024年7月，威海市境内共有华籍备案天主教神职人员1人，住威海天主堂，属环翠区竹岛街道。

## 历任首牧

### 威海卫自治区首长
- 杜安坤神父，O.F.M.（1932年1月29日—1938年2月9日）Louis Prosper Durand，加拿大籍，1885年生，1912年7月25日晋铎，1932年1月29日晋牧，1938年调任芝罘宗座代牧，领塞贝拉（英语：Sebela）领衔教区主教衔，1946年转任烟台主教，1950年1月20日荣休，1972年8月7日在日本东京八王子市过世[32]。

### 威海卫宗座监牧
- 杜安坤主教，O.F.M. （1938年2月9日—1939年6月2日）自治区首长转任宗座监牧[18]，次年6月2日调任芝罘。
- 路道宣主教，O.F.M.（1939年6月2日—1949年3月28日）Cesaire Stern，法籍，1877年生，1904年8月21日晋铎，1939年6月2日晋牧，1948年1月底因战事离境[3]，1949年3月28日荣休，1957年11月5日过世[19]。
- 教座出缺（1949年3月28日—1950年1月27日）
- 甘霖主教，O.F.M.（1950年1月27日—1986年）Edouard Gabriel Quint，法籍，1905年生，1930年7月20日晋铎，1950年1月27日晋牧，1952年被驱逐出境，1959年回台湾，1970年2月24日至1976年9月20日兼任澎湖宗座署理，1986年荣休，1994年5月20日在桃园过世[20]。
  - 杨学哲神父代监牧（1957年4月17日—？）华籍，原驻扎于青岛，1957年被中方任命为“代监牧”，未经教廷方面审批；5月19日在原座堂重新开堂，应者寥寥；后自行离去，不知所踪[23]:27。
- 教座出缺（1986年至今）

## 教堂设施

### 威海卫内
威海监牧区的主教座堂位于威海市内，今鲸园街道文化路6号，鲸园小学院东。该堂始建于1902年，内设教堂一处，附设海星学校一处、葡萄园一处。该院是方济各会在威海的中心活动区。教堂有二层楼池座，可容400人做弥撒，池座屋顶设钟楼。院子北面有两排平房，为传教士宿舍。1953年，外国神长被驱逐，天主堂只剩下一名中国修女和一名看门人。教堂停止活动后，天主堂院内建筑被威海市教育局教研室使用。70年代初，天主堂被改为食堂，拆除钟楼。北面两排平房，前排改为教研室办公场所，后排改为教职工宿舍。1987年后，这两排平房也被拆除。改造成饭店、食堂的天主堂保留至今，但面目全非:26-27。
除此之外，威海卫内还设有圣母院和宽仁院两处教务设施。
圣母院（又译圣僧院）位于鲸园小学西侧，建于1908年，内附设明星女子学校、接生院、方济医院、养老院、幼稚院、绣花厂等各一处。1940年，有中外籍传教士14人（国籍6人）。学校只收女生，校长为中国人。50年代，圣母院停止活动，大部建筑被威海市立医院使用。1960年代末，市立医院迁出后，在此开办无线电厂。1991年9月，全院共6栋44间被拆除，建起民族宗教大厦、威海市房管局办公楼等建筑。除此之外，西侧还有部分土地被拓宽新威路占用:142-143。
宽仁院位于市区海滨北路92号，建筑面积2822.9平方米，原是1902年英商和记洋行在露石台的别墅，1935年由威海监牧区出资将别墅买下，并扩建成宽仁院作为天主教活动场所。该院由卢森堡黑衣修女会负责管理，内除设修道院外，并附设弧儿院、施诊所、园艺院等。有中外籍传教士12人（外籍3人）。孤儿院收容婴儿最多时达168人，除病亡外，余者被人领走，至1949年，只剩下9人（其中包括病残4人）。1951年自立革新运动后由文登专区接管，1952年改为威海发电厂办公所用，1993年11月归还给教会，于2002年圣诞节开堂。目前为威海唯一一座天主堂。1992年6月被山东省人民政府定为省级文物保护单位。

### 周边各县

#### 荣成
荣成全县共有5座天主堂，分布于盐滩、管家（现归崖西镇）、同家庄（现归夏庄镇）、干占村（现归东山街道）和城厢。
盐滩堂建于1912年，有瓦、草房24间，分作教堂和办学使用。最盛时有神父4名，教友100名。1952年被查封。管家堂建于1915年， 有房11间，钟楼1座，土地1.3亩。1919至1938年是该堂最盛时期，有神父3人，发展教友60余人。1940年日军入侵后，其活动便移至盐滩教堂中进行。1947年被封， 后改设学校，现已废弃。同家庄堂建于1920年，由管家堂分设。1923年教堂建成，计草房9间，地2亩。1926年又盖起瓦房4间。该堂由甘霖神父（后任威海卫监牧）主持，兴盛时有4名神父常住，教友50余人。1938年甘霖调任，教会组织逐渐消沉，1940年绝迹；1979年教堂被拆除。干占堂1925年建立，隶属威海教会，租用民房，由一杨姓女子主持传教，发展教友30余人。1934年杨教士去威海后，该教会的活动亦渐趋停止。城厢堂隶属盐滩堂，1935年建成，有砖木结构二层楼房一幢10间，瓦房7间。 教堂由法籍神父德维欣主持，有2名中国神父，发展教友7人。1940年被伪军强占；1942年传教士撤走，1944年教堂被日军飞机炸毁。

#### 文登
文登全县有3座天主堂，分布于石岭、北庄（现归泽头镇）村和文城。
石岭堂建于1917年，占地6亩，有房7间，先后发展教友113人。1942年到1943年，神父相继离去，教堂关闭，活动停止，其房产归村所有。北庄堂建于1913年，由原先的王氏家祠改为天主教堂；1934年新建教堂8间，共有教友百余名。1941年卢森堡籍葛德元神父主持教务；此时北庄已成为解放区，葛神甫将物资搬到文城堂，教务交张神父负责。1943年，张神父又将教务交给老教友杜曰轩负责。嗣后，北庄堂日渐冷清，不久停止活动。文城堂建于1933年，在文山前，有堂25间，先后发展教友31人。1948年葛德元返回威海后教堂关闭，活动停止。

#### 牟平和海阳
牟平全县有6座天主堂，分布于肖家（现归水道镇）、埠西头、桑园（现归莒格庄镇）、屯车夼（现归高陵镇）、双林前（现归姜格庄街道）和要捷村（现归院格庄镇）。
东关堂是牟平第一座天主堂，建于1914年，在东关大街西首路，占地3亩，房84间；1940年后有1位神父、两名修女在此居住。埠西头堂为主要堂区，占地4.5亩，有房屋52间，常驻神父1名。1951年，牟平天主堂一部分房屋被文登专区政府征用。1952年10月，所有房产土地均被没收。
海阳境内天主堂与牟平关系密切，有3座天主堂，分布于盘石店、北申家和羊角泮（现归凤城街道），均属于埠西头堂区。1941年，外国神父撤走，各堂逐渐荒废。盘石店堂有房4间，1949年后被粮管所占用，后因年久失修被拆除；北申家堂也有房4间，1942年改为学校教室，后随学校搬迁同时拆除。

#### 乳山
乳山全境共有2座天主堂，分布于下肖家和夏村。
下肖家堂建于1925年，由从烟台回乡传教的刘仁千建立。夏村堂由本村人王茂昌建立于1934年。两堂皆由威海监牧区埠西头堂区统辖。1950年活动停止。